# Trevon Allen
Trevon Allen (w Clarkston) – amerykański koszykarz, występujący na pozycji rzucającego obrońcy, aktualnie zawodnik Polpharmy Starogard Gdański.
W 2015 został wybrany najlepszym zawodnikiem ligi szkół średnich Great Northern. Poprowadził też drużynę liceum Clarkston do dwukrotnego mistrzostwa stanu Waszyngton klasy 2A (2015, 2016).
10 lipca 2020 podpisał kontrakt z Polpharmą Starogard Gdański.

## Osiągnięcia
Stan na 19 stycznia 2021, na podstawie, o ile nie zaznaczono inaczej.
NCAA
- Uczestnik II rundy turnieju CollegeInsider.com Postseason Tournament (CIT – 2017)
- Wicemistrz sezonu regularnego konferencji Big Sky (2018)
- Zaliczony do II składu Big Sky (2020)

Indywidualne
- Zaliczony do I skład kolejki EBL (14, 20 – 2020/2021)[4][5]